# Matthias Erb
Matthias Erb (* um 1494 in Ettlingen; † 13. März 1571 in Rappoltsweiler) war ein reformierter Theologe und Reformator.

## Leben und Wirken
Er besuchte die Akademie in Bern und eignete sich die in der Schweiz geltenden Anschauungen an, womit er sich 1520 für die Reformation begeisterte. Als Feldprediger machte er mit den bernischen Truppen den Feldzug im zweiten Kappelerkrieg von 1531 mit. Nach Station als Pfarrer in Entfelden wurde er auf Empfehlung von Kaspar Hedio Hofprediger des Markgrafen Bernhard III. an der Stiftskirche in Baden-Baden. Als der alte Markgraf verstarb, wurde er durch den neuen katholisch gesinnten Markgrafen Philibert von Baden vertrieben. Deshalb ging er 1536 als Schulmeister nach Gengenbach.
Im Zuge der württembergischen Reformation konnte er in Reichenweier, Horburg und der Grafschaft Mömpelgard schließlich das Evangelium einführen. Vom Grafen Georg von Württemberg, dem Bruder des Herzogs Ulrich von Württemberg, berufen, setzte Erb dieses Werk in Verbindung mit Straßburger und Basler Theologen durch. 
In den strittigen Anschauungen, die das Abendmahl betrafen, stimmte er mit den Straßburgern überein. Als Superintendent führte er im Lande eine einfache Liturgie ein und gründete in Reichenweier eine Lateinschule. Ausgedehnter Briefwechsel verband ihn mit den führenden Theologen. Für die Familie von Rappoltstein übersetzte er manche Schriften der Kirchenväter ins Deutsche.
Die Zeit des Augsburger Interims drohte das blühende Werk zu zerschlagen. Als entschiedener Gegner des Interims protestierte er dagegen. Als dann noch über Graf Georg die Reichsacht verhängt wurde, war Erb von 1549 bis 1551 ohne Amt. Erst als 1551 die katholischen Priester aus dem Lande abzogen, konnte er den evangelischen Gottesdienst wiederherstellen. 
Als nach dem Tode des Grafen Georg 1558 das Land von Herzog Christoph von Württemberg verwaltet wurde, zog die strengere lutherische Auffassung auch hier ein. Es wurde 1559 eine Visitation gehalten und eine neue Kirchenordnung eingeführt, gegen die er mit Berufung auf die Straßburger Überlieferung auftrat. Zusammen mit anderen Pfarrern wurde er daraufhin 1560 mit Ruhegehalt entlassen. Die letzten Lebensjahre verbrachte er in Rappoltsweiler. Die Einführung der Reformation durch den Herren zu Rappoltstein war das letzte Werk, an dem der unermüdliche Mann mitgeholfen hat.

## Werke
Ein Verzeichnis seiner Werke befindet sich in: Protestantische Kirchen- u. Schulblatt für das Elsaß, 1838, 193. 